# Allen Gardiner
Allen Francis Gardiner (Basildon, Inglaterra, 28 de enero de 1794 - Bahía Aguirre, Tierra del Fuego, Argentina, 6 de septiembre de 1851) fue un misionero anglicano británico que tuvo una importante actuación entre los yámana, indígenas del extremo austral de América del Sur.

## Biografía
Hijo de Samuel Gardiner, sirvió durante varios años en la Real Armada, hasta que pidió la baja tras el fallecimiento de su esposa, en 1834. Se dedicó a la actividad misionera en Sudáfrica, en Nueva Guinea y en Polinesia.
En 1838 viajó a Buenos Aires y de allí pasó a Valdivia, en Chile. Intentó una misión entre los mapuches, que terminó en un rotundo fracaso.
De allí pasó a las islas Malvinas, donde se unió a la Sociedad Misionera de la Patagonia. Desde allí recorrió el estrecho de Magallanes, la isla de Tierra del Fuego, y el canal que marcaba el límite de ésta por el sur, al que adjudicó el nombre actual de canal de Beagle. Regresó a Inglaterra, donde fue nombrado secretario de la Sociedad.
En 1845 viajó nuevamente al estrecho de Magallanes, en cuya costa meridional se instaló, iniciando una misión entre los selknam. Dado que atraía a los indígenas con víveres, logró que se instalaran durante algunos días en las cercanías; pero al poco tiempo lo abandonaron, en busca de caza. Por otro lado, un buque chileno se estableció en el mismo lugar e inició negociaciones con los indígenas para convertirlos al catolicismo. Gardiner protestó airado y cuestionó la soberanía chilena sobre el estrecho. En respuesta, fue obligado a embarcarse en un buque inglés que cruzaba el Estrecho.
Pasó al Perú, donde intentó misionar entre los quechuas y aimaras de ese país y de Bolivia, pero éstos prefirieron continuar fieles a la Iglesia Católica. Viajó por el norte de la Argentina vendiendo Biblias en idioma inglés, y terminó su camino en Buenos Aires. Logró ser recibido por varios funcionarios de alto nivel, pero el gobernador Rosas se negó a recibirlo. De paso por Montevideo se hizo amigo y obtuvo la protección del poderoso comerciante Samuel Lafone, pero pronto regresó a Inglaterra.
En 1848 volvió a embarcarse rumbo al sur: desembarcó en la isla Picton, en la boca del canal de Beagle, con la intención de instalar una nueva misión, pero al día siguiente abandonó todo. Pasó muchos meses en las Malvinas.
A principios de 1851 se trasladó nuevamente a la isla Picton con una serie de lanchas metálicas, con la intención de trasladarse posteriormente a un lugar menos inhóspito. La llegada de los indígenas complicó la situación, ya que éstos —acostumbrados a los regalos de los misioneros y carentes del concepto de propiedad–—se llevaron todo lo que tenían a mano.
Carentes de todo alimento, Gardiner y sus compañeros tardaron varios días en abandonar la isla hacia Tierra del Fuego, debido a que las lanchas metálicas eran muy inadecuadas para maniobrar en un mar ventoso. Cuando abandonaron la isla Picton se fueron a la bahía Aguirre, un lugar protegido de los vientos, pero en el fondo de una profunda bahía, alejado de las vías de navegación y sin embarcaciones en las que pudiera abandonar el lugar. Había dejado en Picton un cartel en que pedían desesperadamente ayuda, pero nadie lo encontró a tiempo.
Siguió escribiendo su diario hasta que se le acabaron las provisiones; él y todos sus compañeros murieron de inanición entre junio y el 6 de septiembre de 1851, fecha en que se cree habría muerto el último sobreviviente, el mismo Gardiner. Sus cadáveres fueron rescatados en octubre del mismo año, por un barco fletado por su amigo Lafone.
A fines del siglo XIX, su hijo, Allen W. Gardiner, continuó la obra anglicana en el Sur de Chile, fundando en 1895 la Misión Araucanía. Inicialmente se establecieron en las localidades de Quepe y Cholchol, para luego extenderse en su labor por toda la región histórica de la Araucanía, realizando además una labor educativa y de cobertura en salud en las comunidades del pueblo mapuche, inaugurando escuelas y hospitales.